# Laharpur
Laharpur ist eine Stadt im indischen Bundesstaat Uttar Pradesh.
Die Stadt ist Teil des Distrikts Sitapur. Laharpur hat den Status eines Nagar Palika Parishad. Die Stadt ist in 25 Wards gegliedert. Sie hatte am Stichtag der Volkszählung 2011 61.990 Einwohner, von denen 31.878 Männer und 31.737 Frauen waren. Muslime bilden die Mehrheit der Bevölkerung in der Stadt. Die Alphabetisierungsrate lag 2011 bei 60,49 %.
Der Grundstein für die Stadt wurde 1370 n. Chr. Von Sultan Firuz Schah Tughluq (1351–1388 Sultan von Delhi) gelegt, als er auf dem Weg zum Schrein von Saiyyad Salar in Bahraich war.